# Ceratophygadeuon nigricauda
Ceratophygadeuon nigricauda là một loài tò vò trong họ Ichneumonidae.